# Utánam, srácok!
Az Utánam, srácok! Berkes Péter, azonos című regényéből 1974-ben forgatott, 1975-ben bemutatott színes, magyar ifjúsági filmsorozat, amelyet Fejér Tamás rendezett. A sorozat 6 részből áll, egyenként kb. 30 perces epizódokkal. Az Utánam, srácok című dalt, a  filmsorozat főcímzenéjét a Generál együttes adta elő.

## Rövid történet
A lakótelepi iskolában két rivális csapat alakult ki. Az egyiket Andris vezeti, a másik Lada bandája. Ladáék inkább pofonokkal próbálnak érvényesülni, Andris viszont nagymestere a kémiai és fizikai trükköknek. Andrisék egy ügyes szerkezet – a hidrakéta – felhasználásával megleckéztetik Ladát. Lada csapata erre kiássa a csatabárdot.

## Az epizódok címei
- A hidrakéta
- Bicajozni tudni kell!
- BFK úr, a mesterdetektív
- Vigyázz, a kutya harap!
- Szerencsés Holdat érést!
- Nyugtával dicsérd a napot

## Szereplők
- Andris (Bogdán András)... Jelisztratov Szergej
- Lada (Lada József)... Losonci Gábor
- Kapufa (Péter)... Martos Tamás
- Rados (Rados Gyula)... Berkes Zoltán
- Bagoly (Tóth Mari)... Gabos Erika
- Méri (Kiss Mariann)... Kiss Gabriella
- Isti (Andris öccse)... Kovács Krisztián
- Falrahányt Borsó (Rados Gyula öccse)... Berkes Gábor
- Kupec (Kollár Eugén)... Ifj. Pathó István
- Pocakos (Vili)... Turcsik Tibor
- Kumulusz... Pásztor János
- Fazon... Batta István
- Turujások (ikrek)... Zsibók István; Zsibók László
- Lada Icu (Lada József nővére)... Szabó Éva
- Lukács tanár úr (Jenő bácsi)... Juhász Jácint
- Árpi bácsi, fociedző... Márton András
- Fábián, ökölvívóedző... Horváth László
- Manó bácsi (Ernő bácsi, nyugdíjas villanyszerelő)... Szerencsi Hugó
- Bözsi néni (Manó bácsi felesége)... Andaházy Margit
- Rados mama... Magda Gabi
- Bogdán mama... Szekeres Ilona
- Bogdán papa... Horváth Sándor
- Tóth mama... Almási Éva
- Tóth papa... Balázsovits Lajos
- Pocakos mamája... Móricz Ildikó
- Keresztmama... Kádár Flóra
- Sorompó bácsi... Farkas Endre
- Sofőr... Surányi Imre
- Kocsikísérő... Molnár Miklós
- Mérges gazda... Kanalas László
- a Kohászati Művek igazgatója... Varga Gyula
- Lajos bácsi, futball szertáros... Tándor Lajos
- Idős, zsörtölődő néni a lakótelepen... Orsolya Erzsi
- Idős, zsörtölődő bácsi a lakótelepen... Magyari Tibor
- Asszony a lakótelepen... Rákosi Mária
- Fiatal nő, babakocsival a lakótelepen... Dudás Mária
- Nő a lakótelepen az erkélyes lakásban (Pocakos és Borsó álbalesetének szemtanúja)...Mányai Zsuzsa
- Nő a lakótelepen az erkélyes lakásban (Pocakos és Borsó álbalesetének szemtanúja)... Kondra Irén
- a XVIII. kerületi Lakatos úti Általános Iskola tanárai és diákjai

## Készítették
- forgatókönyv: Berkes Péter
- dramaturg: Békés József
- rendező: Fejér Tamás
- operatőr: Zádori Ferenc
- segédoperatőr: Mészfalvy Gusztáv
- gyártásvezető: Petrucz Miklós
- felvételvezető: Gulyás Gusztáv
- zeneszerző: Berki Géza
- zenei munkatárs: Herczeg László
- vágó: Egyed Sándorné
- hangmérnök: Sasvári Károly
- fővilágosító: Csikesz Gyula
- díszlettervező: Vajó András
- díszletépítész: Hornyánszky Tamás
- berendező: Fenyvesi Lászlóné
- jelmeztervező: Szegedi Mária
- maszk: Sas Mária
- a rendező munkatársai: Szőczy Judit; Várhegyi Tünde

## Forgatási helyszínek
- Lakatos úti Általános Iskola (ma: Eötvös Loránd Általános Iskola és Magyar-Angol Két Tanítási Nyelvű Általános Iskola – Budapest, 18. kerület, Lakatos út 30, 1184)
- Lakatos úti lakótelep
- Diósgyőri vár
- Miskolctapolca, Barlangfürdő
- Lillafüred